# Foz do Iguaçu
Foz do Iguaçu [ˈfɔz dw iɡwɐˈsu] è un comune del Brasile nello Stato del Paraná, parte della mesoregione dell'Oeste Paranaense e della microregione di Foz do Iguaçu.

## Geografia fisica

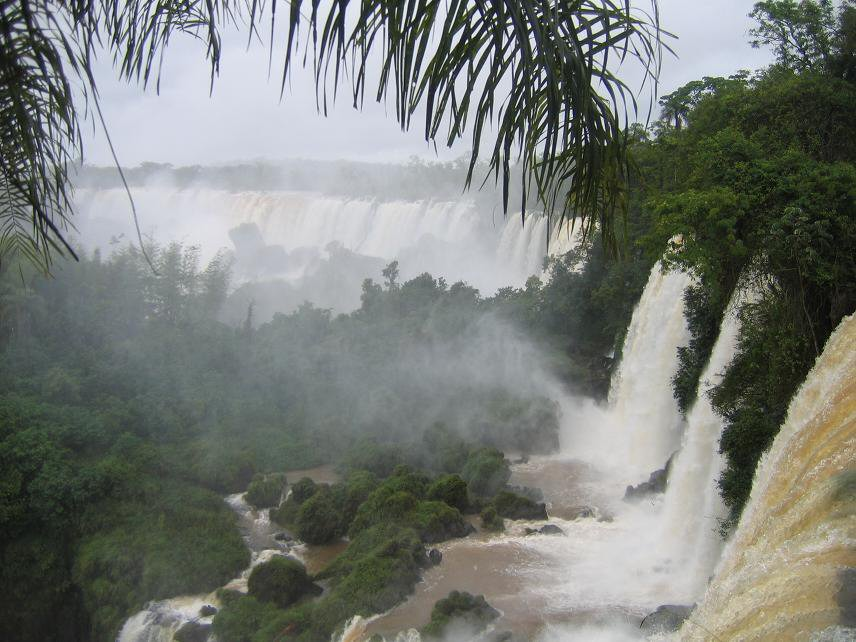
Le cascate dell'Iguazú

È situata a circa 650 km ad ovest di Curitiba, la capitale del Paraná, ad est del fiume Paraná e a nord del fiume Iguazú, che costituiscono rispettivamente il confine con il Paraguay e l'Argentina e la dividono dalle città di Ciudad del Este e Puerto Iguazú. Il punto in cui confinano i tre stati e, per estensione, tutta la zona individuata dall'area urbana di queste tre città è denominata "Tríplice Fronteira".

## Economia

### Turismo
Il turismo è il motore trainante dell'economia di questa città la cui grande attrazione è costituita dalle imponenti cascate dell'Iguazú. Altro motivo di interesse per i visitatori di Foz do Iguaçu è la moschea di Omar Ibn Al-Khattab, la più grande di tutte le Americhe.

## Infrastrutture e trasporti

### Strade
Foz do Iguaçu è unita al porto di Paranaguá e all'intero stato di Paraná dall'autostrada federale BR-227.
Foz do Iguaçu è unita alla vicina città paraguaiana di Ciudad del Este dal ponte dell'Amicizia, che attraversa il Paraná. I collegamenti con la cittadina argentina di Puerto Iguazú sono assicurati dal ponte Tancredo Neves.

### Aeroporti
L'aeroporto cittadino assicura i collegamenti con gli altri scali aerei brasiliani e con quelli internazionali.

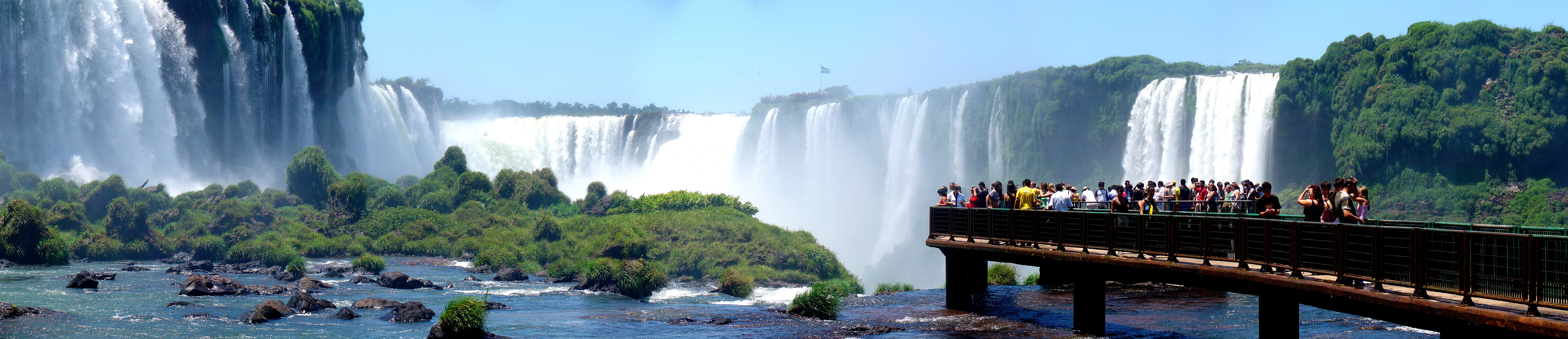
Panorama del lato brasiliano delle cascate di Iguaçu. Sullo sfondo si vede la passerella sul lato argentino.

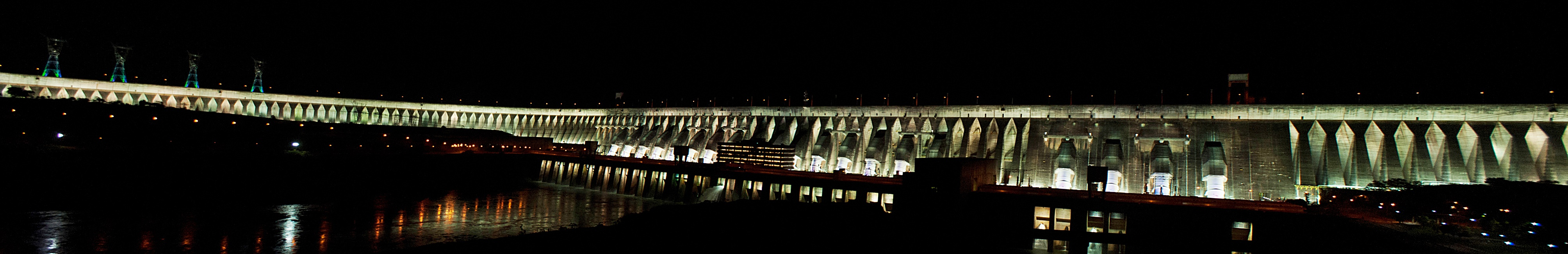
Vista panoramica della centrale idroelettrica di Itaipu di notte